# Mizuki Shigeru
Mizuki Shigeru  (Nhật: 水木 しげる bút danh, sinh ngày 8 tháng 3 năm 1922 – mất ngày 30 tháng 11 năm 2015) là một tác giả manga và nhà sử học người Nhật Bản, nổi tiếng với loạt manga GeGeGe no Kitarō. Ông sinh ra ở Osaka và lớn lên ở thành phố Sakaiminato, Tottori, sau đó chuyển đến Chōfu, Tokyo và an cư tại đây cho đến khi qua đời. Bút danh của ông, Mizuki, bắt nguồn từ quãng thời gian ông quản lý một lữ quán gọi là 'Mizuki Manor' trong quá trình vẽ tranh cho kamishibai. Là một chuyên gia trong các câu chuyện về yōkai (yêu quái truyền thống của Nhật Bản), Mizuki được ca ngợi là bậc thầy của những tác phẩm thuộc thể loại này. Mizuki cũng là một sử gia nổi tiếng, đã xuất bản các tác phẩm mang chủ đề lịch sử thế giới, lịch sử Nhật Bản và về những trải nghiệm của chính ông trong cuộc Chiến tranh thế giới thứ hai.

## Sakaiminato
Sakaiminato, quê nhà thuở thiếu thời của Mizuki, có một con đường vốn là địa điểm tiêu biểu xuất hiện những hồn ma và yêu quái trong các tác phẩm của ông, về sau đã được đặt theo tên ông. Địa phương này còn cho dựng một trăm bức tượng đồng của các nhân vật trong truyện dọc theo hai bên đường. Ngoài ra nơi đây còn có một viện bảo tàng lưu trữ nhiều sáng tác và tác phẩm của ông.

## Giải thưởng
Mizuki đã nhận nhiều giải thưởng và được vinh danh nhờ các tác phẩm của mình, đặc biệt là GeGeGe no Kitarō. Bao gồm:
- 1965 Nhận Giải Manga Kodansha Jido với Terebi-kun.
- 1990 Nhận Giải Manga Kodansha với Comic Shōwa-Shi.[3]
- 1991 Nhận Huân chương Shiju Hōshō.
- 1995 Nhân Ngày Hòa bình Tokyo thường niên lần thứ 6, một cuộc triển lãm vinh danh ông mang tên "Nguyện cầu hòa bình: Triển lãm tranh ký ức chiến tranh của Mizuki Shigeru" đã được tổ chức.
- 1996 Nhận Giải thưởng Bộ trưởng Giáo dục; quê nhà Sakaiminato đặt tên ông cho một con đường (đường Mizuki Shigeru) và trang trí nó bằng các bức tượng đồng lấy mẫu từ nhiều nhân vật trong hàng loạt tác phẩm của Mizuki.
- 2003 Nhận Huân chương Mặt trời mọc; nhận giải đặc biệt của Giải thưởng Văn hóa Tezuka Osamu;[4] quê nhà Sakaiminato vinh danh ông một lần nữa qua việc khai trương Trung tâm Văn hóa quốc tế Mizuki Shigeru.[2]
- 2007 Tác phẩm NonNonBā được trao danh hiệu "Tác phẩm truyện tranh xuất sắc nhất" trong Liên hoan Truyện tranh Quốc tế Angoulême.[5]
- 2008 Nhận Giải thưởng Asahi vì những đóng góp cho nền văn hóa manga qua những tác phẩm khắc họa sự khủng khiếp của chiến tranh.[6][7]
- 2010 Nhận Chứng nhận Cá nhân Văn hóa.[8]
- 2013 Nhận Giải Eisner với Sōin Gyokusai Seyo!, trong hạng mục "Best U.S. Edition of International Material – Asia". Giải thưởng được chia sẻ với dịch giả Zack Davisson[9]